# Ostrówek (powiat Wieluński)
Ostrówek is een dorp in het Poolse woiwodschap Łódź, in het district Wieluński. De plaats maakt deel uit van de gemeente Ostrówek en telt 520 inwoners.